# دانتون، بدفوردشر
دانتون (به انگلیسی: Dunton) یک روستا و محله مدنی در بریتانیا است که در Central Bedfordshire واقع شده‌است. دانتون ۶۹۶ نفر جمعیت دارد.